# قلعه فوکوچی‌یاما
قلعه فوکوچی‌یاما (به ژاپنی: 福知山城 Fukuchiyama-jō) یک قلعه است که در فوکوچی‌یاما، کیوتو در استان کیوتو در ژاپن واقع شده‌است. این قلعه در اصل متعلق به خاندان یوکویاما بو اما در پی حمله آکچی میتسوهیده به ولایت تانبا در سال ۱۵۷۶ میلادی به تملک وی درآمد.